# Южний (Смоленський район)
Ю́жний (рос. Южный) — селище у складі Смоленського району Алтайського краю, Росія. Входить до складу Новотиришкінської сільської ради.
Стара назва — Отділення 3-є совхоза Алтай.

## Населення
Населення — 72 особи (2010; 97 у 2002).
Національний склад (станом на 2002 рік):
- росіяни — 97 %